# رونالد سيلر
رونالد سيلر (بالإنجليزية: Ronald Siler) (مواليد 8 أبريل 1980) هو ملاكم أمريكي، مثّل بلاده في الألعاب الأولمبية الصيفية 2004.

## روابط خارجية
رونالد سيلر على موقع بوكس ريك (الإنجليزية) (registration required)
- رونالد سيلر على موقع أوليمبيديا (الإنجليزية)